# Klamath Falls, Oregon
Klamath Falls (có nghĩa là "thác nước Klamath") là một thành phố trong Quận Klamath, tiểu bang Oregon, Hoa Kỳ. Ban đầu khi George Nurse thành lập thị trấn vào năm 1867, nó được gọi là Linkville theo tên của sông Link mà thành phố này nằm bên thác nước của nó. Tên được đổi thành Klamath Falls khoảng năm 1892. Dân số là 19.462 theo Điều tra Dân số Hoa Kỳ năm 2000 và dân số ước tính năm 2006 là 20.720. Dân số vùng này là gần 40.000, tính luôn các khu phụ cận (chủ yếu là cộng đồng Altamont). Nó là quận lỵ của Quận Klamath.6

## Lịch sử
Người bản thổ Klamath là dân sinh sống đầu tiên trong vùng này. Tên của vùng này là Yulalona hoặc Iwauna có ý nói về hiện tượng của sông Link chảy ngược về thượng nguồn khi gió nam thổi mạnh. Tên cho thác nước là Tiwishkeni, nghĩa là "nước chảy trôi về đâu".
Quê hương của Bộ lạc Modoc ở cách khoảng 20 dặm phía nam của Klamath Falls, và chiến tranh năm 1872 - 1873 là một chiến dịch tổn phí rất cao đối với Kị binh Hoa Kỳ, ước tính là 500.000 đô la Mỹ, tương đương trên 8 tỉ đô la Mỹ của năm 2000. 17 người bản thổ châu Mỹ và 83 người da trắng thiệt mạng .
Đường mòn Applegate mà đi qua vùng hạ Klamath bị đốt cháy năm 1846 từ tây sang đông để tìm một con đường an toàn cho những di dân trên đường mòn Oregon.
Dự án Cải tạo Klamath bắt đầu năm 1906 nhằm rút cạn đầm lầy để canh tác nông nghiệp. Với việc xây kênh chính "A", nước có được đầu tiên vào ngày 22 tháng 5 năm 1907. Các cựu chiến binh Chiến tranh thế giới thứ nhất và Chiến tranh thế giới thứ hai được quyền ưu tiên khai phá các vùng đất được cải tạo này .
TrongChiến tranh thế giới thứ hai, một trại giam giữ người Mỹ gốc Nhật là Trung tâm di dời thời chiến Hồ Tule nằm ở thành phố Newell, California gần đó. Một trại vệ tinh của Trại White, Oregon, đó là một trại tù binh chiến tranh nằm ngay biên giới Oregon-California, gần thị trấn Tulelake, California. Tháng 5 năm 1945, khoảng 30 dặm Anh phía đông của Klamath Falls, (gần Bly, Oregon) một quả bom khinh khí của Nhật đã giết chế một phụ nữ và 5 đứa trẻ trong một chuyến đi chơi ngoài của hội nhà thờ.
Khai thác gỗ qua sử dụng đường sắt khá rộng rãi tại Quận Klamath trong khoảng vài thập niên đầu của thế kỷ 20 , Với tuyến đường sắt Union Pacific được giới thiệu năm 1909, Klamath Falls phát triển nhanh chóng từ một vài trăm người đến một vài ngàn người. Các nhà máy gỗ và công nghiệp nở rộ cho đến cuối thập niên 1980 khi chim Cú phương Bắc và các loài vật có nguy cơ tuyệt chủng đã bắt buộc sự thay đổi về chính sách khai thác rừng miền Tây.

## Địa lý
Klamath Falls nằm ở vị trí 42°13′24″B 121°46′39″T / 42,22333°B 121,7775°TĐã đưa tham số không hợp lệ vào hàm {{#coordinates:}} (42.223441, -121.777578),1 ở cao độ 4099 ft.
Theo Cục Điều tra Dân số Hoa Kỳ, thành phố có một tổng diện tích là 18,7 mi² (48,5 km²). 17,9 mi² (46,3 km²) là đất và 0,9 mi² (2,2 km²) hoặc 4,54%) là nước.
Klamath Falls có một cảnh quang hoang mạc trên cao. Khu phố cổ của thành phố nằm trên các con suối nước nóng thiên nhiên. Chúng được dùng để sưởi ấm nhà và đường phố, chính yếu là khu phố chính.

## Những cư dân nổi tiếng
- Sharron Angle, chính trị gia của Nevada
- Brenda Bakke, diễn viên
- Larry Ferguson, người viết kịch bản
- Dan O'Brien, vận động viên thi mười môn phối hợp Olympic
- James Ivory, đạo diễn được đề cử tranh giải Oscar
- Charles O. Porter, chính trị gia Oregon
- Chris Eyre, người đoạt giải Liên hoan phim Sundance
- Manuel Sanchez, nhạc công
- Pete Whisler, cầu thủ bóng chày chuyên nghiệp
- Paul Zahniser, cầu thủ bóng chày chuyên nghiệp

## Thành phố kết nghĩa
Klamath Falls có một thành phố kết nghĩa như được Hội Thành phố Kết nghĩa Quốc tế ấn định:
- Rotorua, New Zealand